# Lochwiller
Lochwiller település Franciaországban, Bas-Rhin megyében. Lakosainak száma 388 fő (2022. január 1.). Lochwiller Kleingœft, Marmoutier, Reutenbourg, Schwenheim, Westhouse-Marmoutier és Wolschheim községekkel határos.

## Népesség
A település népességének változása:
| Lakosok száma | 441  | 435  | 433  | 417  | 406  | 395  | 393  | 390  | 388  |
|               | 2013 | 2015 | 2016 | 2017 | 2018 | 2019 | 2020 | 2021 | 2022 |